# Меланезийская раса

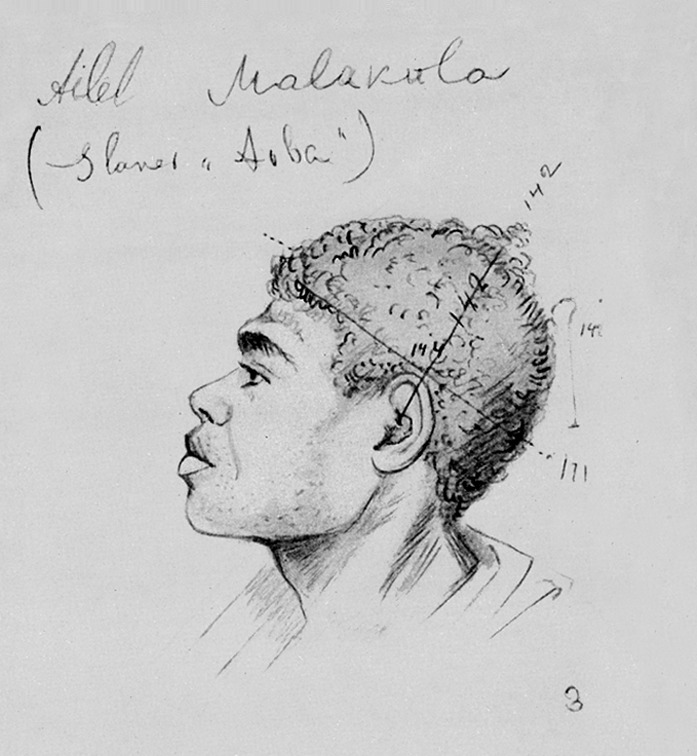
Меланезиец с острова Малекула. Рисунок Н. Н. Миклухо-Маклая (изображение использовано в статье «Меланезийская раса» в БРЭ)

Меланези́йская ра́са (также меланезоиды, папуасско-меланезийская раса) — в западной антропологии — устаревшее понятие, неиспользуемое ввиду дискредитации представлений о расе как о биологической категории; в советской и российской антропологии — одна из человеческих рас, при этом расы рассматриваются как исторические категории, открытые популяционные системы, постоянно изменяющиеся в пространстве и во времени.
Меланезийская раса в прошлом была расселена в Юго-Восточной Азии (в основном на островах) и в западной части Океании. Традиционно включалась в состав большой негроидной расы как её восточноэкваториальная (океаническая) ветвь. В популяционно-генетических классификациях включается в австралоидную расовую ветвь или в восточноэкваториальную (австрало-меланезийскую) расу. Вероятнее всего, меланезийская раса сформировалась в верхнем палеолите в результате переселения африканских популяций на восток вдоль северного побережья Индийского океана. Сплошная область расселения представителей меланезийской и остальных негроидных рас была разделена на изолированные территории в процессе миграций с севера европеоидов, веддоидов и монголоидов. Возможно, на формирование меланезийской расы оказали влияние происходившие в прошлом процессы метисации с представителями австралийской расы.

## Классификация
В традиционных морфологических классификациях меланезийская раса либо непосредственно включается в большую негро-австралоидную (экваториальную) расу (что отмечается, в частности, в исследованиях Я. Я. Рогинского и М. Г. Левина), либо включается в одну из двух её ветвей (в частности, в классификации Г. Ф. Дебеца меланезийская раса вместе с негритосской, веддоидной, австралийской, тасманийской и айнской образуют океаническую расовую ветвь негро-австралоидной расы, противопоставленную африканской ветви с суданской, нилотской, негрилльской и другими малыми расами Африки). Также в традиционных классификациях меланезийская раса рассматривается как малая раса в составе большой негроидной расы, она образует восточноэкваториальную расовую ветвь, противопоставленную западноэкваториальной (с негрской и центральноафриканской малыми расами).
В популяционно-генетической классификации меланезийская раса представляет собой локальную расу в составе австралоидной расовой ветви западного евро-афрриканского расового ствола. Вместе с меланезийской в данную ветвь включаются андаманская, негритосская материковая, негритосская филиппинская, австралийская, тасманийская, полинезийская и айнская (курильская) расы. В классификации В. В. Бунака меланезийская раса вместе с тасманийской, негритосской и папуасской расами включается в океанийскую ветвь тропического расового ствола.
В современной западной антропологии расы в целом рассматриваются как неподходящие для отражения биологической изменчивости человека. В 2023 году Национальные академии наук, инженерии и медицины США отказались от выделения рас при генетических исследованиях.

## Распространение
Основной ареал меланезийской расы — острова Юго-Восточной Азии и Западной Океании, в первую очередь, острова Меланезии и крупнейший из этих островов — Новая Гвинея. Само название «Меланезия», означающее «чёрные острова», возникло из-за цвета кожи обитателей этого региона. Также представители меланезийской расы встречаются в ряде областей Индонезии, Индокитая, Австралии и Микронезии.
К меланезийской расе относят меланезийцев и папуасов, а также вымерших в XIX веке коренных тасманийцев. Кроме того, примесь меланезийской расы отмечается среди многих этнических групп, живущих как на островах, так и на материковой части Юго-Восточной Азии, в том числе среди южномолуккских народов и среди некоторых групп кхмеров. Помимо них схожий облик с меланезоидами имеют некоторые популяции микронезийцев и австралийских аборигенов (в северных районах Квинсленда и на островах Тиви).

## Признаки
Между расами нет каких-либо чётких границ; также расовые признаки передаются по наследству относительно независимо, а не целым комплексом, могут комбинироваться самым разным образом и варьироваться; расовый тип у конкретного человека не определяется (популяционный подход).
Как и представители остальных экваториальных рас, меланезоиды характеризуются тёмным цветом кожи, волос и радужки глаз. Также для них характерны курчавые волосы, но не в такой сильной степени как у африканских негроидов. Напротив, третичный волосяной покров как на лице, так и на теле у меланезоидов развит сильнее в отличие от негроидов Африки. Также сильнее развит у представителей меланезийской расы надбровный рельеф черепа (глаза глубоко посажены под надбровными дугами, разрез глаз очень большой). Более выраженной является профилировка лица — лицо очень прогнатное, выступает вперёд как в вертикальной, так и в горизонтальной плоскости. Нос у меланезоидов несколько у́же и часто имеет выпуклую спинку (в целом по популяциям форма носа варьирует от сильно выступающего вперёд до очень широкого с уплощённым переносьем). Кроме этого, в характеристику меланезийской расы включаются такие признаки, как средний или низкий рост; вытянутое грацильное телосложение; полные губы, а также длинный и узкий череп, абсолютно и относительно высокий (меланезийская раса считается одной из самых долихокефальных и высокосводных популяций человечества).
Многие антропологические особенности меланезоидов, в числе которых тёмный цвет кожи, глаз и волос, долихокефалия, прогнатизм и толстые губы, схожи с особенностями африканских негроидов. Степень сходства бывает настолько сильной, что иногда по внешнему виду отдельные представители меланезийской и негроидной рас ничем друг от друга не отличаются. Тем не менее, если брать популяцию меланезоидов в целом, то у них имеется целый ряд антропологических черт, отсутствующих у негроидов Африки — это уже упоминавшиеся меньшая курчавость волос (и иногда встречаемые волнистые волосы), сильно развитые надбровные дуги, сравнительно узкое лицо, более узкий нос (иногда сильно выступающий с выпуклой спинкой и опущенным кончиком), сравнительно сильный рост усов, бороды и волос на теле, низкий рост.
Некоторые из меланезийских антропологических признаков, такие, как, например, курчавые волосы, вероятнее всего развились вторично, так как у детей до пятилетнего возраста волосы остаются волнистыми, а у некоторых меланезоидов волнистые волосы могут сохраняться в течение всей жизни. Могли быть неизначальными у представителей меланезийской расы также такие адаптивные признаки, связанные с приспособлением к тропическому климату, как цвет кожи, ширина носа и толщина губ.

## Антропологические типы
В составе меланезийской расы выделяется большое разнообразие антропологических вариантов, или типов. Зачастую эти варианты недостаточно полно описаны или вообще неизучены. Вероятнее всего, большое число антропологически отличных друг от друга не всегда многочисленных меланезийских групп и популяций сформировалось из-за их длительной изоляции в условиях отсутствия у меланезоидов сплошной территории расселения.
Один из наиболее обособленных вариантов меланезийской расы — негритосский антропологический тип (обычно у негрито) — отличается от остальных меланезоидов низким ростом (менее 150 см) и явно выраженной брахикефалией. Представители этого антропологического типа, отчасти схожего с пигмеями Африки, чаще всего живут изолированными группами в тропических лесах на материке или на небольших островах в Индокитае, Индонезии и Меланезии. К негритосам относят:
- андаманцев — жителей Андаманских островов[25];
- семангов, населяющих внутренние районы Малаккского полуострова[26];
- аэта и ещё ряд народов, живущих во внутренних районах некоторых островов на Филиппинах[27];
- австралийских аборигенов Северного Квинсленда (барринес)[28] и аборигенов северноавстралийских островов Батерст и Мелвилл;
- тапиро (капауку) и некоторые другие народы Новой Гвинеи[29];
- народы саох из Южной Камбоджи;
- мои из Южного Лаоса;
- мокен с островов у побережья Бирмы;
- мани из Таиланда и ряд других народов и этнических групп.

Для негритосов помимо крайне низкого роста типичны средней толщины губы; не очень широкий нос; очень тёмная пигментация кожи, глаз и волос; отсутствие прогнатизма, а также в отличие от более высокорослых меланезийских групп слабо развитые надбровные дуги, не очень глубоко посаженные глаза и редко отмечаемая выпуклость спинки носа. В целом каждая из негритосских групп довольно своеобразна, так, например, у андаманцев встречается стеатопигия, для тапиро характерно распространение сильнокурчавых волос, для аэта — распространение волнистых волос, у семангов отмечается очень слабый рост усов и бороды, напротив, у аэта рост волос на лице сильный и т. п. Учитывая эти особенности, Г. Ф. Дебец разделял негритосов на несколько антропологических типов — андаманский, малаккский и филиппинский. В ряде классификаций андаманский, негритосский малаккский и негритосский филиппинский расовые типы могут рассматриваться как локальные малые расы или же все негритосы в целом могут рассматриваться как одна локальная раса. Согласно новейшим генетическим исследованиям, между популяциями негрито из разных ареалов отмечаются значительные различия. Так, например, у этнической общности маманва из группы аэта выявлена «денисовская» примесь, а у онге, одного из андаманских народов, и у джехай из группы семангов этой примеси намного меньше или совсем нет. Этот факт может свидетельствовать о том, что расхождение указанных групп негрито произошло в верхнем палеолите, когда меланезийская раса, вероятно, ещё не начинала формироваться. Следовательно, те или иные группы негрито могли возникнуть в разных районах Юго-Восточной Азии независимо друг от друга.
Как реликт меланезийской расы рассматриваются истреблённые англичанами в XIX веке аборигены Тасмании, для которых были характерны тёмная кожа с красноватым оттенком, низкий череп с сильно развитым надбровным рельефом, очень низкое лицо, чёрные курчавые волосы, очень широкий и короткий нос с плоским переносьем, а также другие признаки. В ряде классификаций, например, у Г. Ф. Дебеца, тасманийский расовый тип может рассматриваться как самостоятельная малая раса.
По ряду особенностей среди меланезоидов выделяют также меланезийский и папуасский антропологические типы. Собственно меланезийский тип в его классическом виде распространён на Соломоновых островах. Для него характерны усреднённые показатели общемеланезийских антропологических признаков: среднее развитие надбровных дуг, слабый прогнатизм, умеренно курчавые волосы и т. п. Некоторые группы меланезийского типа выделяются по независимо сформировавшейся очень светлой пигментации волос. Папуасский тип отличается от меланезийского более низким ростом и часто встречаемой выпуклой формой спинки носа. Помимо этого, папуасский тип характеризуется мелковолнистыми или курчавыми волосами, умеренным ростом волос на теле, узким лицом и некоторыми другими признаками.
Особый новокаледонский тип выделяется у аборигенов Новой Каледонии. По отдельным чертам новокаледонцы сближаются с аборигенами Австралии и Тасмании — у них крайне широкий нос с уплощённым переносьем, широкий рот с толстыми губами и сильно развитый надбровный рельеф. Вместе с тем новокаледонцы характеризуются самым высоким ростом в сравнении с остальными типами меланезийской расы.
На периферии меланезийского ареала встречается ряд смешанных и переходных групп и популяций. Значительное их число отмечается на востоке Индонезии — популяции промежуточного типа в этом регионе сложились в результате метисации папуасов с народами монголоидной расы. Кроме этого, определённое влияние представители меланезийской расы оказали на формирование антропологических признаков коренного населения Фиджи, а также некоторых островов Микронезии и Внешней Полинезии. Антропологический тип жителей указанных территорий нередко определяют как промежуточный между меланезийской и полинезийской расами. Меланезийский субстрат также прослеживается в Полинезии к востоку от Фиджи, он встречается, в частности, у представителей тонга-самоанского полинезийского типа.